# Дионисий (Цветаев)
Епи́скоп Диони́сий (в миру Дмитрий Матвеевич Цветаев; 1776, Орловская губерния — 24 апреля [6 мая] 1846, Москва) — епископ Русской православной церкви, епископ Пермский и Екатеринбургский.

## Биография
Родился в 1776 году в селе Рождественское (или Пенное) Кромского округа Орловской губернии в семье священника.
В 1788 году поступил в Орловское духовное училище. С 1792 года учился в Орловской духовной семинарии, которая находилась в Севске. По окончании семинарского курса 7 марта 1800 года был определён преподавателем поэзии и греческого языка этой же семинарии; 20 ноября 1800 года пострижен в монашество, 21 ноября рукоположён во иеродиакона, а 6 декабря — во иеромонаха. С 24 февраля 1802 года — префект Орловской духовной семинарии.
С 15 марта 1804 года — строитель Николаевского Одрина монастыря, а с 25 декабря того же года — игумен Брянского Свенского Успенского монастыря.
Был возведён 22 октября 1805 года в сан архимандрита Брянского Петропавловского монастыря и в том же году, 25 октября, назначен ректором Орловской духовной семинарии.
С 9 июля 1809 года — настоятель Орловского Успенского монастыря.
18 января 1811 года был переведён в Астраханский Спасо-Преображенский монастырь; с 10 августа того же года — ректор Астраханской духовной семинарии.
С 21 июля 1821 года — настоятель Московского Донского монастыря; с 11 октября того же года — член Московской синодальной конторы.
15 июля 1823 года хиротонисан во епископа Пермского и Екатеринбургского. В Пермь прибыл 2 сентября.
21 апреля 1828 года уволен от управления епархией и назначен в Москву для священнослужения и крестных ходов.
Скончался 24 апреля (6 мая) 1846 года в Московском Богоявленском монастыре. Погребение совершал митрополит Филарет (Дроздов) в Знаменской церкви Спасо-Андроникова монастыря.